# Aleš Valenta (historik)
Aleš Valenta (* 17. květen 1964 Jilemnice) je český historik.

## Život a dílo
Vystudoval gymnázium v Jilemnici a historii na Filozofické fakultě UK (1982–1986). Kvůli aktivitám v disentu propuštěn z Východočeského muzea v Hradci Králové, od září 1989 pracoval jako topič. Aktivní v OF Chlumec nad Cidlinou, od dubna 1990 působil jako okresní manažer OF v Hradci Králové. V letech 1991–1992 pracoval na ministerstvu zahraničních věcí. Politicky činný v ODA (do roku 1995), počátkem 90. let též aktivní publicisticky (regionální tisk, Respekt).
V letech 1995–2011 vyučoval na pedagogické, resp. filozofické fakultě Univerzity Hradec Králové historii a archivnictví, později pracoval v archivu. Od roku 2015 pracuje jako překladatel, publicista (Neviditelný pes, Literární noviny, Kontexty), od r. 2016 též jako analytik Institutu Václava Klause. Kromě publikací na historická témata vydal v roce 2018 knihu Německo: mýtus a realita. Politika v SRN 1998–2017. Je ženatý, má dvě dcery, žije v Opočně.